# Hiroshi Aro
HIROSHI ARO（1959年5月15日—），是日本東京都出身的漫畫家。

## 人物
- 自畫像是戴著眼鏡的鱷魚，也用於作品《短吻鱷》系列主角造型上。
- 1980年第13回赤塚賞準入選出道後，當過秋本治、加藤唯史的助手。
- 早期曾以本名發行同人誌；其他名義還有。
- 開設工作室。對外行程、網站經營由其妻負責，其妻自稱。

## 作品

### 漫畫
集英社
- 優&魅衣、全8冊、原名
- 變身男孩、全8冊、原名
- -{ぶぎ♡うぎアリゲーター→BOOGIE WOOGIE ALLIGATOR・全1巻（集英社→ホーム社）
- おみそれ! トラぶりっ娘
  - おみそれ! トラぶりっ娘DX
- 非常少年探検隊（日语：とっても少年探検隊）
  - とっても少年探検隊II
- 郡治安官・全2巻
- Paranoi屋劇場（日语：ぱらのい屋劇場）・全2巻
- ツみがわりアクシデンツ・全1巻
- みこと日記（ダイアリー）・全1巻}-

富士見書房
德間書店
- 超級巨鳳、全2冊、原名《MORUMO 1/10（日语：MORUMO 1/10）》
- 獵人·貓少女、全5冊、原名
- 雲界旅人、全2冊、原名

RAPPORT
- -{あろひろし作品集
  1. 封印
  2. たからもの
  3. 恋は芙蘭
  4. ぱらのい屋劇場［壱］
  5. ぱらのい屋劇場［弐］
  6. ちょっち お・と・な
  7. マジカル☆ヤンキー}-

白泉社
學習研究社
- 波霸老師、全1冊、原名

Cosmic出版（原Cosmic International）
- -{桃色物件（ピンクハウス）・全3巻
- おっきくなぁれ・全1巻}-

文華社
- -{科学の女体盛り・全1巻
- めい探偵網笠栗須!!・全1巻}-

芳文社
- 我的社長Sama（日语：ボクの社長サマ）・全6卷
- Yome Yome Kanata（日语：よめヨメかなたさん）・全3卷
- 妖怪！鬼魂分校（日语：妖こそ!うつつの分校）・全3卷

### 小說插畫
角川書店
富士見書房

## 師承
- 秋本治
- 加藤唯史

## 過去助手
- 落合壽男（落合寿男→落合ひさお）：早已不在漫畫界活動。
- 貓島禮（猫島礼）：現漫畫家。
- 杉谷浩兒（杉谷浩児→すぎたにこうじ→すぎたにコージ）：現漫畫家。
- 清水兆士：已退出同人、漫畫活動，現為美少女角色人偶原型師「蒼翠」（蒼翠）。

## 外部連結
- （舊版愛好者網站）
- AroWiki（新版愛好者網站）
- Hiroshi Aro的X（前Twitter）
- Jcomi線上免費閱讀（页面存档备份，存于）
- http://www.geocities.co.jp/AnimeComic-Tone/1871/（页面存档备份，存于）（停擺未完成）
- http://ameblo.jp/aro-yome/（页面存档备份，存于）